# Paweł Sacha
Paweł Tomasz Sacha (ur. 1958) – polski naukowiec, mikrobiolog, doktor habilitowany nauk medycznych.

## Życiorys
W 1984 ukończył studia na kierunku analityka medyczna na Akademii Medycznej w Białymstoku, po czym rozpoczął pracę naukową na uczelni. W 1995 pod kierunkiem dra hab. Piotra Jakoniuka z Zakładu Mikrobiologii AMB obronił pracę doktorską pt. „Wpływ antybiotyków na produkcję i działanie cytokin aktywujących makrofagi” uzyskując stopień naukowy doktora nauk medycznych. W 2014 na podstawie osiągnięć naukowych i złożonej rozprawy „Groźny patogen zakażeń szpitalnych – wielooporne pałeczki Klebsiella pneumoniae wytwarzające karbapenemazę typu KPC (aspekty epidemiologiczne i charakterystyka genetyczna)” uzyskał stopień naukowy doktora habilitowanego nauk medycznych. Posiada specjalizację z mikrobiologii.
Zatrudniony jest na stanowisku adiunkta w Zakładzie Diagnostyki Mikrobiologicznej i Immunologii Infekcyjnej UMB. Pełni funkcję konsultanta wojewódzkiego w dziedzinie mikrobiologii lekarskiej.